# Герб Белгородской губернии
Герб Белгородской губернии (Герб губернского города Белгорода и Белгородской губернии) — официальный символ Белгородской губернии, утверждён сенатским Указом от 8 марта 1730 года. Рисунок герба подготовлен обер-директором над фортификациями всей России генералом графом Б. К. Минихом.

## Описание

Знамя Белгородского пехотного полка 1712 г.

Герб Белогородский старый — лев лежащий, жёлтый, а над ним орёл чёрный одноглавый, под ним земля зелёная; поле синее.

## Историческая справка
В начале XVIII века начала проводиться военная реформа. Полки русской армии «прикреплялись» к определённым провинциям, получали соответствующие названия. 16 февраля 1727 года по инициативе Военной коллегии полки были переименованы. Естественно возникла потребность в новых знамёнах. Предусматривалось, что первая рота полка будет иметь белое знамя с государственным гербом, а остальные роты — цветные знамёна с территориальными гербами. Если же герб территории или города не существовал, то вместо него на знамени помещался вензель императрицы Екатерины I. Приглашённый из-за границы геральдист Франциск Санти сделал эскизы этих знамён.
При Петре II создание новых знамён приостановилось. Полки получили свои прежние названия по именам командиров. Но осенью 1727 года по инициативе обер-директора над фортификацией генерала Б. К. Миниха «территориальные» названия полков вернули. И опять встал вопрос о знамёнах для полков. В июне 1728 года Верховный тайный совет издал указ о введении нового образца знамён с государственным и городским гербами. Тогда же началась работа над так называемым Знамённым гербовником, все гербы этого сборника должны были в своё время занять место на соответствующих полковых знамёнах.
В 1729 году под руководством Б. К. Миниха и при участии художника А. Баранова был составлен гербовник. Он включал в себя рисунки гербов (в том числе рисунок Белогородского герба) для 85 полков. Идея герба была взята со знамени Белгородского пехотного полка 1712 года. Это было первое изображение герба Белгорода и соответствующей губернии.
При первом губернаторе Белгородской губернии Юрии Юрьевиче Трубецком герб был утверждён — удостоен «высочайшей апробации» 3 марта 1730 года. В сенатском Указе от 8 марта 1730 года и в ряде других официальных актов указывалось на то, что гербы городов из сборника 1730 года обер-директора над фортификациями всей России генерала графа Б. К. Миниха являлись одновременно гербами городов и соответствующих губерний.